# 1565 Lemaître
1565 Lemaître là một tiểu hành tinh vành đai chính với chu kỳ quỹ đạo là 1352.5541294 ngày (3.70 năm).
Nó được phát hiện 25 tháng 11 năm 1948.